# Clytia viridicans
Clytia viridicans is een hydroïdpoliep uit de familie Campanulariidae. De poliep komt uit het geslacht Clytia. Clytia viridicans werd in 1956 voor het eerst wetenschappelijk beschreven door Leuckart. 